# Metacnephia sedecimfistulata
Metacnephia sedecimfistulata är en tvåvingeart som beskrevs av Rubtsov 1976. Metacnephia sedecimfistulata ingår i släktet Metacnephia och familjen knott. Inga underarter finns listade i Catalogue of Life.